# تواصلية واقع-افتراض

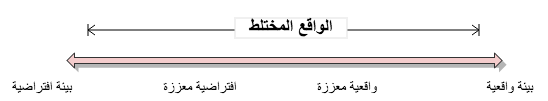
تواصلية الواقع-افتراضي

التواصلية الافتراضية هي سلم متواصل حده الأول هو الافتراضي التام (الافتراضية) وحده الثاني هو الواقع التام (الواقعية). وبالتالي، فمتواصلة الواقع-الافتراضية، هي كل الحالات التي يمكن التوصل اليها بتشكيل الاجسام الواقعية والافتراضية. وهي مفهوم صنف من ضمن الوسائط المحدثة وعلوم الحاسوب كما يمكن اعتبارها من مواضيع علم الإنسان. يعتبر بول ميلغرام هو أول من تحدث عن هذا المجال.
فالمساحة بين حدي السلم هي مساحة يختلط بها الواقع والافتراضي لذلك تسمى بالواقع المختلط. وهي، بالتالي، تتشكل من واقع معزز (أي الافتراضي يعزز الواقع) ومن افتراضي معزز (أي ان الواقع يعزز الافتراضي).

## نظرة عامة

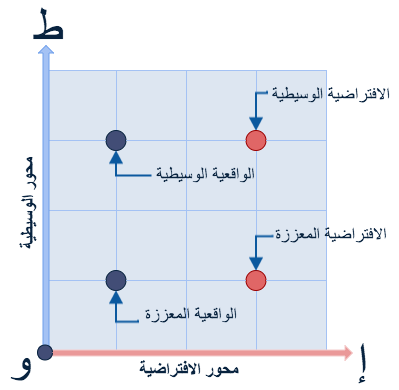
تواصلية الواقعي الوسيطي يبين محور الافتراضية (المحور الافقي) ومحور الوسيطية (المحور العامودي). وكمثال، نبين موقع خمس حالات: الواقع المعزز، الافتراضية المعززة، الواقعية الوسيطية، الافتراضية الوسيطية والافتراضية الوسيطية الشديدة).

تُمثَل تواصلية الواقع-الافتراض بسطح مُشَكّل من بعدين اثنين. البعد الأول هو «محور الافتراضية» والثاني هو «محور الوسيطية» (mediality). نقطة التقاء الحورين هي نقطة «و» (الواقع) وتدل عاى الواقع الغير متغير. والسلم على محور الافتراضي يمتد من نقطة «و» وختى نقطة «إ» والتي هي الافتراضي التام. آما محور الوسيطية، فينطلق من نقطة «و» علوا باتجاه نقطة «ط» والتي هي الوسائطية التامة. وبحسب النقطة التي تحددها داخل المساحة بين المحورين، يمكن تحديد درجة الافتراضية والواقعية والوسيطية. وبشكل عام، يستعمل مصطلح «واقع معزز»  كمرادف لمصطلح «افتراض معزز» الاقل استعمالا بشكل كبير.
تخطى مفهوم التواصلية الافتراضية المجالات التي نشء بها، مثل علوم الحاسوب والوسائط الجديدة، ليدخل مجالات التواصل الإنساني ليشكل طرق جديد للتواصل بين البشر وللتفاعل مع الواقع. 
يعتبر دانييل ميلر ودون سلايترمن رواد الباحثين في مجال التواصلية الافتراضية وتأثيراتها على المجتمعات وبخاصة في ترينيداد وجامايكا.
ومن الباحثيين في المجال هو ستيف وولغار الذي وضع اربع قوانين حول الافتراضية: 
- يعتمد تأثير الوسائط والتكنولوجيا على البشر بعلاقة مطردة بخلفيتهم وخبرتهم الغير متعلقة بالتكنولوجية مثل العمر والجنس والوضع الاجتماعي والمدخول، الخ.
- يتوزع الورع وعدم اتخاز المجازفات في استعمال الكتولوجية بشكل غيرمتساو في المجتمع.
- التطورات والتحديثات في التكنولوجيا تكمل، لكن لا تستبدل، النشاطات في الحياة الواقعية.
- تشكل التحديثات في الوسائط والتكنولوجيا علاقات جديدة محلية بدلا من تعزيز العولمة.

## للاستزادة
- واقع معزز
- افتراض معزز
- واقع مختلط
- واقع افتراضي

## روابط خارجية
- سلم الواقع المختلط - ميلغرم وكيشينو (1994) إعادة صياغة تواصلية الافتراضية مع امثلة.